# 张富有
张富有（1943年3月—2021年4月22日），河北平乡人，中华人民共和国政治人物，1983年10月任中华全国总工会书记处书记，第八、九届全国政协委员。